# National Anthem (filme)
National Anthem é um filme de 2023 dirigido por Luke Gilford. Estreou no Festival SXSW em 10 de março de 2023. Foi lançado pela Variance Films nos Estados Unidos em 12 de julho de 2024.

## Sinopse
Dylan, um jovem de 21 anos que mora na zona rural do Novo México e trabalha como operário da construção civil para ajudar no sustento de seu irmão mais novo e mãe alcoólatra, se junta a uma comunidade de fazendeiros queer e artistas de rodeio.

## Elenco
- Charlie Plummer - Dylan
- Eve Lindley - Sky
- Mason Alexander Park - Carrie
- Rene Rosado - Pepe
- Robyn Lively - Fiona[4]

## Recepção
No site agregador de críticas Rotten Tomatoes, 92% das 50 resenhas dos críticos são positivas, com uma classificação média de 6,9/10. O Metacritic, que usa uma média ponderada, atribuiu ao filme uma pontuação de 75 em 100, baseado em 6 críticos, indicando críticas "geralmente favoráveis".